# Ignatius Charles Brady
Ignatius Charles Brady OFM  (* 9. Mai 1911 in Detroit; † 4. August 1990 in Cincinnati) war ein US-amerikanischer Theologe.

## Leben
Der älteste Sohn von fünf Kindern von Hubert John Brady und Agnes McSweeney trat 1929 den Franziskanern bei, als ihm der Ordensname Ignatius verliehen wurde, und 1937 wurde er zum Priester geweiht. Im folgenden Jahr begann Brady ein Aufbaustudium am Pontifical Institute of Mediaeval Studies, wo er 1940 einen Master of Arts, 1941 ein Lizenziat in Mittelalterstudien und 1948 einen Doktortitel in Philosophie erhielt. Er begann am Duns Scotus College (1942–1952), dann am Marygrove College (1945–1946), am St. Francis College (1955–1956) und der Catholic University of America (1959–1961) zu lehren.

## Schriften (Auswahl)
- The sources of Franciscan spirituality. Detroit 1952, OCLC 6685672.
- A history of ancient philosophy. Milwaukee 1959, OCLC 369043. archive.org
- Conferences on Saint Clare of Assisi. Saint Bonaventure 1966, OCLC 7641588.
- La teologia della imitazione di Cristo secondo S. Bonaventura. Quaracchi-Firenze 1967, OCLC 10794594.